# Blanche av Frankrike, hertiginna av Orléans
Blanche av Frankrike, född 1328, död 1393, var en fransk prinsessa. 
Hon gifte sig 1345 med sin kusin hertig Filip I av Orléans, och bar som gift titeln hertiginna av Orléans.